# Kościół św. Stanisława Kostki w Korytowie
Kościół Świętego Stanisława Kostki – rzymskokatolicki kościół parafialny należący do parafii pod tym samym wezwaniem (dekanat Choszczno archidiecezji szczecińsko-kamieńskiej).
Jest to świątynia wzniesiona w XIII wieku z ciosów granitowych i otynkowana. W II połowie XVI wieku została przebudowana i otrzymała formę renesansową. W XVIII wieku został zmieniony dach hełmowy wieży. W latach 1935–1937 został wykonany remont świątyni. Obecnie jest restaurowane zwieńczenie wieży budowli. Budowla została poświęcona w dniu 18 listopada 1945 roku.
Świątynia posiada kilka elementów wyposażenia o cechach zabytkowych. Najcenniejszym zabytkiem jest wczesnorenesansowa nastawa ołtarzowa w kształcie pentaptyku wykonana w 1588 roku. Na trzeciej kondygnacji wieży jest umieszczony dzwon spiżowy odlany w 1732 roku. Elementem wyposażenia są również ławki drewniane powstałe w latach 30. XX wieku. Świątynia jest wyposażona w instalację elektryczną, wodno-kanalizacyjną i odgromową oraz nagłośnienie.